# جوسيو (مترو باريس)
جوسيو (بالفرنسية: Jussieu)‏ هي محطة مترو تابعة لمترو باريس تقع في العاصمة الفرنسية باريس على خطوط 7 و 10 من مترو باريس في الجزء الشرقي من الحي اللاتيني في الدائرة الخامسة في باريس.
افتتحت المحطة يوم 26 أبريل 1931 مع تمديد خط 7 من بونت دي سولي حتى بليس مونجي وإدماجه بجزء من خط 10 من بليس مونجي إلى بورت دو تشويسي. وفي الوقت نفسه، تم تمديد الجزء المتبقي من خط 10 من محطة جديدة من الكاردينال ليموان حتى جوسيو. المحطة سميت على اسم مكان Jussieu، التي سميت باسم عائلة دي Jussieu من علماء النبات والمؤرخين في العالم .
محطة جوسيو اصطلح على تسميتها ب "Jussieu-Halles-aux-vins" بعد سوق النبيذ الذي تم إنشاؤه هناك من قبل نابليون بونابرت. وقد تم اختصار هذا الاسم، لأنه بعد عام 1957، تم استبدال السوق بحرم جوسيو لجامعة باريس.

## مناطق الجذب السياحي القريبة
- جامعة بيير وماري كوري
- The Arènes de Lutèce ، والمدرج الروماني القديم
- Jardin des Plantes
- معهد العالم العربي